# Mario Mammucari
Mario Mammucari (Roma, 2 marzo 1910 – Roma, 22 febbraio 1997) è stato un politico, partigiano e sindacalista italiano.

## Biografia
Laureato in fisica e matematica, aveva aderito al Partito Comunista d'Italia nel 1928. Nel 1933 Mammucari era stato arrestato per la sua attività clandestina e confinato a Ponza, alle Isole Tremiti, a Ventotene e a Rossano.
Riacquistata la libertà alla caduta del fascismo, dopo l'8 settembre 1943 Mammucari partecipò alla lotta di liberazione organizzando la Resistenza in provincia di Bergamo, dove era tra i dirigenti della Federazione comunista clandestina, e a Torino dove  col nome di battaglia di “Brandani” divenne commissario politico di quel Comando Piazza.
Arrestato dai fascisti e incarcerato, Mammucari uscì dalla prigione il 26 aprile 1945, quando i partigiani lo liberarono dopo l'insurrezione di Torino.
Nel secondo dopoguerra Mario Mammucari ha diretto le prime lotte dei contadini nel Lazio e, dal 1949, è stato per un decennio segretario della Camera del Lavoro-CGIL della Capitale. A Roma è stato anche consigliere comunale e provinciale dal 1952 al 1960.
Eletto senatore della Repubblica nel 1958, nella III, fu confermato nell'incarico anche nelle elezioni del 1963 e 1968, IV e V legislatura. Termina il proprio mandato parlamentare nel 1972.